# Zona conurbada de Acayucan
La zona conurbada de Acayucan es el área metropolitana formada por la ciudad mexicana de Acayucan, su municipio homónimo, y dos municipios más del estado de Veracruz de Ignacio de la Llave. De acuerdo a los resultados del Censo de Población y Vivienda 2010 realizado por el INEGI, la Zona Metropolitana de Acayucan contó hasta ese año con 112,996 habitantes, lo que la convirtió en la quincuagésima octava más poblada de México, y en la octava más poblada del estado de Veracruz de Ignacio de la Llave.

## Municipios integrantes
- Acayucan
- Oluta
- Soconusco